# Ferdinand Sander (homme politique)
Ne doit pas être confondu avec Ferdinand Sander (pédagogue).
Pour les articles homonymes, voir Sander.
Ferdinand Sander (né le 10 octobre 1840 à Rastatt et mort le 14 mai 1920 à Fribourg-en-Brisgau) est un fabricant de tabac, conseiller privé du commerce et député du Reichstag.

## Biographie
Ferdinand Sander est le fils de l'avocat badois et député d'État Adolf Sander (de) (1801-1845) et étudie au lycée et la maison des cadets de Karlsruhe. Il voyage beaucoup et devient d'abord mandataire, puis associé et enfin patron de la fabrique de tabac Lotzbeck (de) à Lahr, à laquelle il est lié par sa grand-mère Henriette Sander née Lotzbeck. Il est également député de la première Chambre de Bade de 1881 à 1906 et député de la Chambre de commerce de l'arrondissement d'Offenbourg (de), ainsi que conseiller ferroviaire.
De 1881 à 1887, il est député du Reichstag pour la 6e circonscription électorale du grand-duché de Bade 6 (Lahr (de), Wolfach (de)) avec le parti national-libéral
Ferdinand Sander se marie avec Sofie Friederike von Boeckh (1845-1923), petite-fille du fonctionnaire et homme politique badois Christian Friedrich von Boeckh (de), à Francfort-sur-le-Main en 1865. Elle a six enfants entre 1866 et 1880. Le 11 septembre 1899, Ferdinand Sander est nommé citoyen d'honneur de Lahr. Après sa mort à Fribourg, il est transféré à Lahr et y est enterré.